# Antananarivo
Antananarivo (Město tisíce) je hlavní město a s 1 391 433 obyvateli (2023) také největší město Madagaskaru. S aglomerací má téměř 3 miliony obyvatel a je to administrativní centrum provincie. Nachází se zde sídlo prezidenta, Národní shromáždění, Senát a Nejvyšší soud, 22 diplomatických misí a ústředí mnoha národních a mezinárodních podniků a nevládních organizací.
Diplomatické zastoupení České republiky zde zajišťuje od roku 2022 Honorární konzulát.

## Geografie
Antananarivo je největším madagaskarským městem nacházejícím se v centrální části ostrova. Město je hospodářským, správním a komunikačním centrem celého ostrova. Ve městě se nachází mezinárodní letiště.

## Historie
Město bylo založeno kolem roku 1625. Název znamená "Město tisíce". V roce 1797 se stalo hlavním městem merinových králů.
Dobytí králem Radamou I. učinilo z Antananariva hlavní město téměř celého Madagaskaru. V roce 1895 bylo město obsazeno Francií a začleněno do jejího Malgašského protektorátu. Během koloniálního období a krátce po získání nezávislosti ostrova bylo město nazýváno Tananarive.

## Hospodářství
- Přírodní zdroje: chrom, grafit, bauxit, železo, černé uhlí, ropa
- Průmysl: textilní, potravinářský, dřevozpracující a papírenský

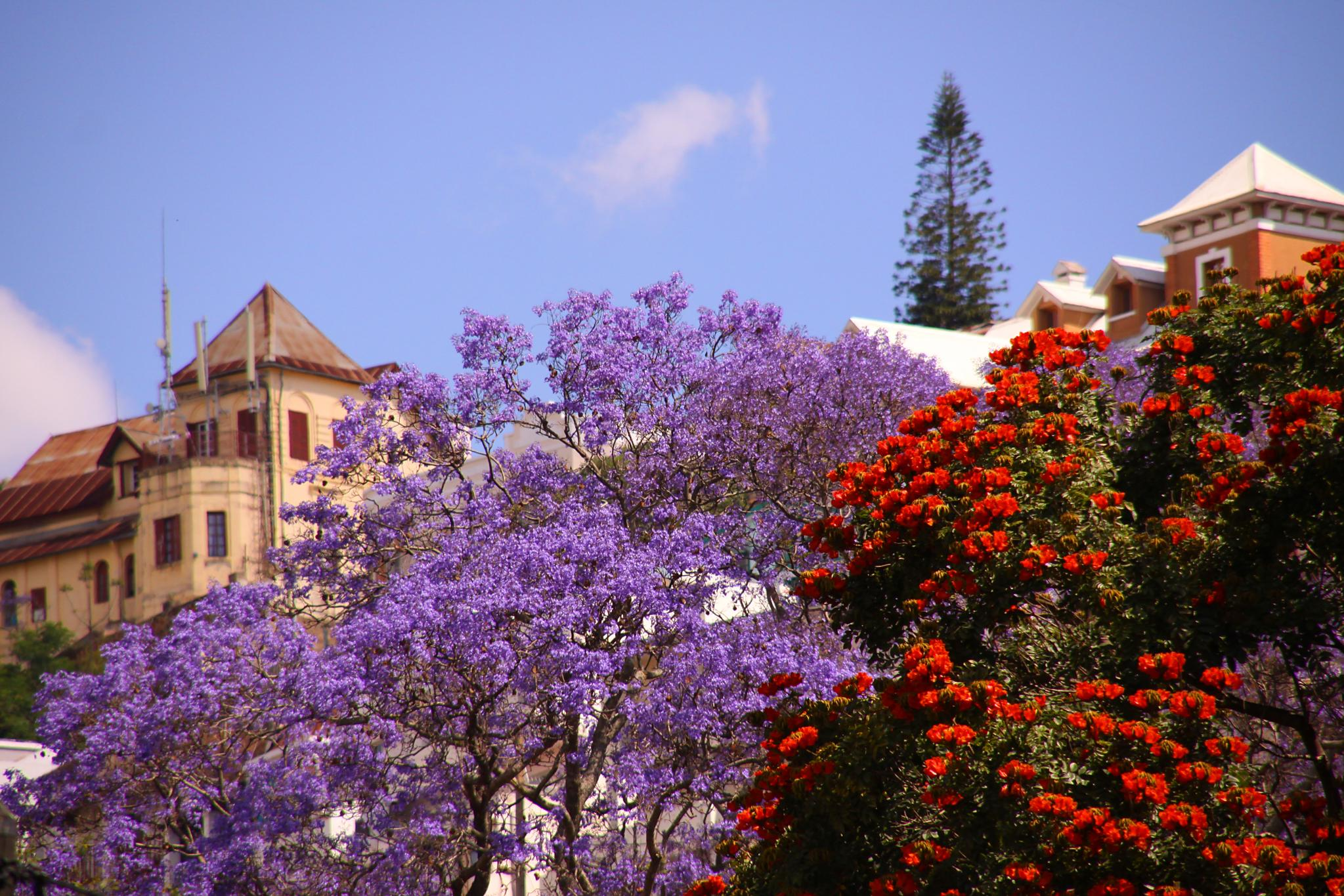
Jacarandas vysazené během francouzského koloniálního období kvetou v říjnu kolem jezera Anosy

- Turistický ruch

## Věda a vzdělání
Antananarivo je sídlem Madagaskarské univerzity a Collège Rural d'Ambatobe. Ve městě a okolí se nachází více než 50 kostelů (včetně anglikánské a římskokatolické katedrály Andohalo) a stejný počet muslimských mešit.

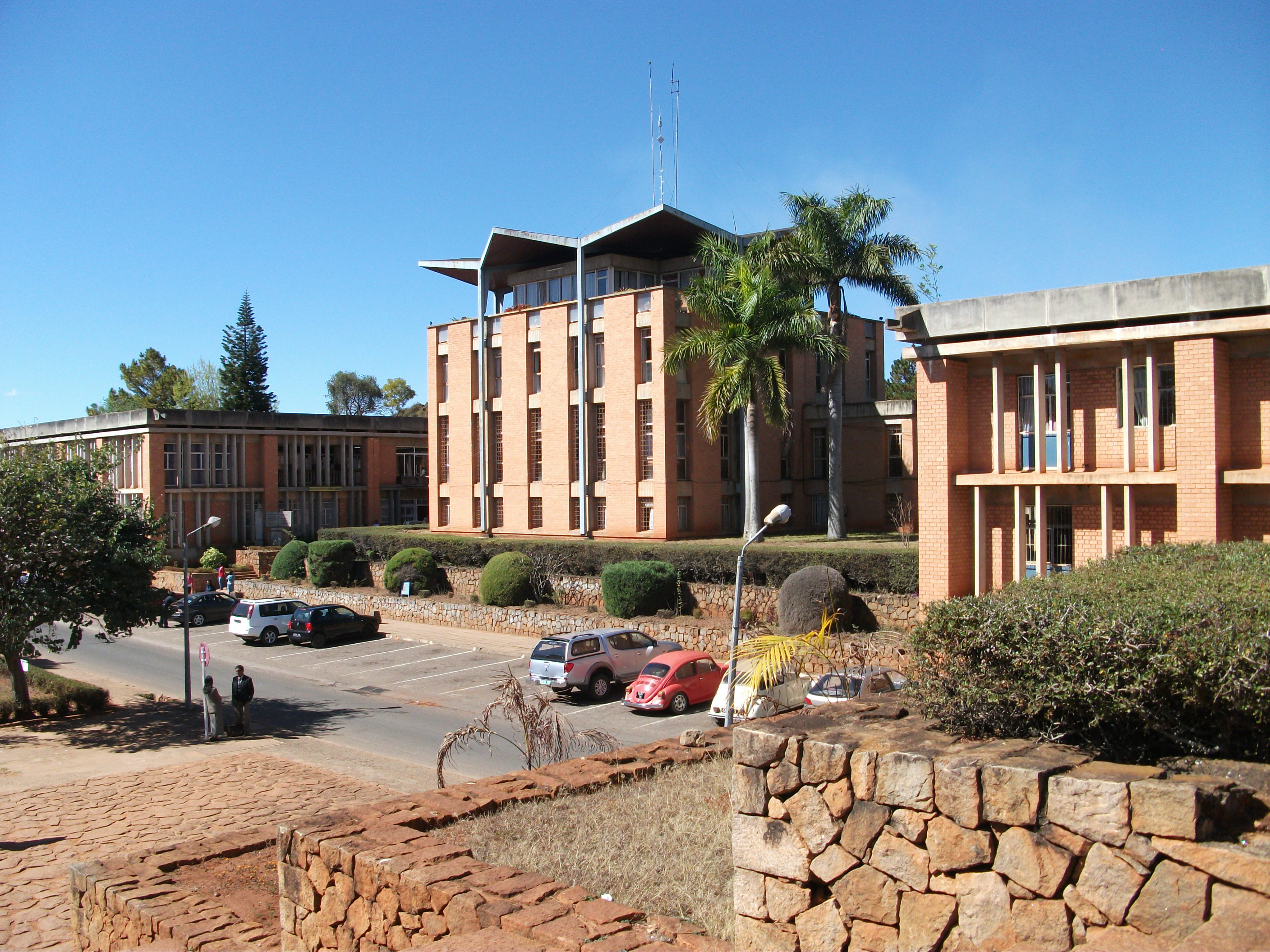
University of Antananarivo byla založena v roce 1958.

## Partnerská města
- Jerevan, Arménie (1981)
- Montréal, Kanada
- Nice, Francie
- Su-čou, Čína
- Vorkuta, Rusko